# Krzysztof Majda
Krzysztof Majda (ur. 17 marca 1973 w Krakowie) – polski piłkarz grający na pozycji pomocnika.